# 晚秋 (2010年电影)
《晚秋》（韓語：만추）是一部2011年韓國、美國、中國和香港合拍的愛情劇情片，第三度重拍忠武路的導演李晚熙1966年的同名電影《晚秋》，由《女高怪談2》導演金泰勇執導，特別遠赴西雅圖拍攝。

## 剧情
因殺人而被判入獄的女囚犯，在服刑期間表現良好，而獲得一次「放假」外出的機會。在旅程途中偶遇一名不羈浪子，他刻意接近她，兩人好感漸生。分别之際他們約定了下次相會的日期和地点，結果男子卻因因被誣陷殺人後，畏懼入獄服刑而自戕，未能前來赴約。

## 演員
- 玄彬 飾演 勛
- 湯唯 飾演 安娜
- 金俊盛（朝鲜语：김준성 (배우)） 飾演 王徵（安娜的初戀）
- 金曙羅 飾演 玉子
- 朴美賢 飾演 吉順
- James C. Burns 飾演 Steve（玉子的丈夫）
- Ma Yong 飾演 John（安娜的哥哥）
- Larry Wang Parrish 飾演 Alex
- Lucy Yang 飾演 May
- John Wu 飾演 安娜的丈夫
- Danni Lang 飾演 Jiang Huang（王徵的妻子）
- Katarina Choi 飾演 Isabel

## 獎項
| 頒獎单位                   | 獎項                      | 获奖者/提名者  | 結果 |
| 第47屆百想藝術大獎         | 電影部門 女子最優秀演技賞 | 湯唯           | 獲獎 |
| 第47屆百想藝術大獎         | 電影部門 女子人氣賞       | 湯唯           | 提名 |
| 第32屆青龍電影獎           | 最佳女主角                | 湯唯           | 提名 |
| 第6屆西寧FIRST青年電影展   | 最受矚目女演員            | 湯唯           | 獲獎 |
| 第9屆華鼎獎                | 最佳電影女主角            | 湯唯           | 提名 |
| 第7屆韓國DVD電影大獎       | 最佳女主角                | 湯唯           | 獲獎 |
| 第3屆年度電影獎            | 最佳女主角                | 湯唯           | 獲獎 |
| 第3屆韓國電影記者協會獎    | 年度電影獎女主角          | 湯唯           | 獲獎 |
| 第20屆韓國年度女性電影人獎 | 最佳女主角                | 湯唯           | 提名 |
| 第20屆釜日電影獎           | 最佳女主角                | 湯唯           | 提名 |
| 第20屆釜日電影獎           | 最佳導演                  | 金泰勇         | 獲獎 |
| 第12屆釜山電影評論家協會獎 | 大賞                      | 《晚秋》       | 獲獎 |
| 第12屆釜山電影評論家協會獎 | 最佳女主角                | 湯唯           | 獲獎 |
| 第9屆義大利亞洲電影節      | 最佳女主角                | 湯唯           | 提名 |
| 第21屆亞洲電影傳媒獎       | 最佳女主角                | 湯唯           | 提名 |
| 第26屆瑞士弗里堡國際電影節 | 青年評審團交換獎          | 《晚秋》       | 獲獎 |
| 第26屆瑞士弗里堡國際電影節 | 評審團特別獎              | 《晚秋》       | 獲獎 |
| 第31屆韓國電影評論家協會獎 | 最佳女主角                | 湯唯           | 獲獎 |
| 第18屆Cine21電影獎         | 年度女演員                | 湯唯           | 獲獎 |
| 第18屆Cine21電影獎         | 年度攝影師                | 金宇亨         | 獲獎 |
| 第48屆大鐘獎               | 最佳導演                  | 金泰勇         | 提名 |
| 第48屆大鐘獎               | 最佳攝影                  | 金宇亨         | 提名 |
| 第48屆大鐘獎               | 最佳藝術指導              | 柳成熙         | 提名 |
| 第48屆大鐘獎               | 最佳電影音樂              | 趙成宇、崔勇樂 | 獲獎 |

## 外部連結
- NAVER上《晚秋》的資料
- Daum上《晚秋》的資料

- 韩国电影数据库（KMDb）上《晚秋》的資料
- 互联网电影数据库（IMDb）上《晚秋》的资料（英文）
- 豆瓣电影上《晚秋》的資料 （简体中文）